# Albert Betts
Albert Edward Betts (Nagy-Britannia, West Midlands, Birmingham, 1888. február 8. – Nagy-Britannia, Nagy-London, Thornton Heath, 1924. február 13.) olimpiai bronzérmes brit tornász.
Két olimpián vett részt. Az első az 1912. évi nyári olimpiai játékok, Stockholmban volt. Egy torna számban indult. Csapat összetettben bronzérmes lett.
Az első világháború után az 1920. évi nyári olimpiai játékokon, Antwerpenben ismét egy torna számban indult. Csapat összetettben az 5. helyen végeztek.
Klubcsapata a City of Birmingham Gymnastics Club volt.